# Medan Tuanku
Medan Tuanku est une station du monorail de Kuala Lumpur.